# 1935
| 1935                                                                     |
| ------------------------------------------------------------------------ |
| Dødsfald - Fødsler                                                       |
| • Begivenheder • Film • Litteratur • Musik • Politik • Sport • Videnskab |

| Gregoriansk kalender | 1935 MCMXXXV            |
| Ab urbe condita      | 2688                    |
| Armensk kalender     | 1384 ԹՎ ՌՅՁԴ            |
| Kinesiske kalender   | 4631 – 4632 甲戌 – 乙亥 |
| Etiopisk kalender    | 1927 – 1928             |
| Jødisk kalender      | 5695 – 5696             |
| Hindukalendere       |                         |
| - Vikram Samvat      | 1990 – 1991             |
| - Shaka Samvat       | 1857 – 1858             |
| - Kali Yuga          | 5036 – 5037             |
| Iransk kalender      | 1313 – 1314             |
| Islamisk kalender    | 1354 – 1355             |

Konge i Danmark: Christian 10. 1912-1947
Se også 1935 (tal)

## Begivenheder

### Januar
- 1. januar – Præsident Mustapha Kemal Pasha benævner sig selv Atatürk – tyrkernes fader
- 6. januar – I Kina overtager Mao Zedong ledelsen af det kommunistiske parti
- 11. januar – Amelia Earhart blev den første person, der fløj solo fra Hawaii til Californien

### Marts
- 16. marts - i Tyskland overtræder Adolf Hitler Versaillestraktaten ved at indføre værnepligt

### April
- 21. april - 3276 mennesker mister livet i Taiwans værste jordskælv nogensinde registreret

### Maj
- 14. maj – Den gamle Lillebæltsbro indvies
- 24. maj - Frederik 9. bliver i Storkyrkan i Stockholm gift med prinsesse Ingrid, datter af kronprins Gustav Adolf, senere kong Gustav 6. Adolf af Sverige og kronprinsesse Margaretha
- 28. maj - Dybbøl Mølle nedbrænder - efter en kortslutning i elektriciteten
- 29. maj - det tyske jagerfly Messerschmitt Bf 109 gennemfører sin jomfruflyvning med en motor fra britiske Rolls Royce
- 30. maj - Pakistan rammes af alvorlige jordskælv

### Juni
- 7. juni - Pierre Laval bliver fransk premierminister
- 18. juni – den tysk-britiske flådeaftale underskrives

### August
- 14. august - Præsident Franklin D. Roosevelt underskriver 'Social Security Act', en lov, der etablerer et pensionssystem i USA

### September
- 15. september - de tyske jøder fratages deres borgerlige rettigheder ved vedtagelse af "Nürnberg racelovene", som blandt andet forbyder jøder at gifte sig med eller have seksuel omgang med ariere
- 15. september - Det Tredje Rige antager "Svastika" (hagekorsflaget) som deres nationale flag

### Oktober
- 3. oktober – Etiopien invaderes af Italien og Anden italiensk-abessinske krig er en realitet
- 12. oktober - den nazistiske tyske radio Hadamovski forbyder udsendelse af "negermusik" (jazz)
- 19. oktober - Folkeforbundet gennemfører sanktioner mod Italien efter landets invasion i Abessinien (Etiopien)
- 20. oktober - efter 1 år minus 1 dag ender Mao Tse-tungs 'lange march' i Nordkina. Han har ført den truede kommunistiske hær i sikkerhed for angreb fra Chiang Kai-sheks tropper efter en tur på cirka 10.000 kilometer

### November
- 3. november - Georg 2. vender tilbage til Grækenland efter folkeafstemning

### December
- 14. december - Tomáš Masaryk, Tjekkoslovakiets første præsident, trækker sig tilbage

### Udateret
- Tyskland genopruster, værnepligt indføres.
- De første Tv-udsendelser i Tyskland og England

## Født

### Januar
- 4. januar – Floyd Patterson, amerikansk sværvægtsbokser (død 2006).
- 7. januar – John Larsen, dansk skuespiller (død 1993).
- 8. januar – Elvis Presley, amerikansk musiker "The King of Rock´n´Roll” (død 1977).
- 10. januar – Jørgen Buckhøj, dansk skuespiller og teaterdirektør (død 1994).
- 11. januar – Ghita Nørby, dansk skuespillerinde.
- 16. januar – Inger Christensen, dansk forfatter (død 2009).
- 22. januar – Seymour Cassel, amerikansk skuespiller (død 2019).
- 25. januar – António Ramalho Eanes, portugisisk præsident.
- 28. januar – Lean Nielsen, dansk digter (død 2000).
- 31. januar – Kenzaburo Oe, japansk forfatter (død 2023).

### Februar
- 10. februar – Theodore Antoniou, græsk komponist (død 2018).
- 18. februar – Michel Aoun, libanesisk præsident.
- 18. februar – Ciaran Bourke, irsk musiker fra The Dubliners (død 1988).

### Marts
- 4. marts – Bent Larsen, dansk skakspiller (død 2010).
- 13. marts – Leo Tandrup, dansk historiker og kunsthistoriker (død 2023).
- 15. marts – Judd Hirsch, amerikansk skuespiller.
- 21. marts – Brian Clough, engelsk fodboldspiller og -træner (død 2004).
- 27. marts – Julian Glover, engelsk skuespiller.
- 30. marts – Preben Harris, dansk skuespiller, instruktør og teaterchef.
- 31. marts – Paul Valjean, amerikansk koreograf, danser og skuespiller (død 1992).

### April
- 1. april – Mogens Frohn Nielsen, dansk skipper (død 2010).
- 1. april – Hanne Winther-Jørgensen, dansk skuespiller (død 1991).
- 10. april - Hanne G. Salamon, dansk maler og grafiker (død 2015).
- 21. april – Bent Thalmay, dansk skuespiller (død 1987).
- 21. april – Kjeld Hillingsø, dansk generalløjtnant.
- 28. april – Lars E. Christiansen, dansk journalist og grundlægger af Trafikradio (død 2007).

### Maj
- 2. maj – Luis Suárez Miramontes, spansk fodboldspiller.
- 8. maj – Prinsesse Elisabeth, dansk prinsesse (død 2018)
- 13. maj – Bobby Lynch, irsk guitarist og sanger fra The Dubliners (død 1982)
- 27. maj – Achim Stocker, tysk fodbold formand (død 2009).
- 31. maj – Jim Bolger, newzealandsk politiker.

### Juni
- 13. juni – Christo, bulgarsk kunstner (død 2020).
- 15. juni - Annelise Meineche, dansk filminstruktør (død 2012).

### Juli
- 1. juli – David Prowse, engelsk skuespiller (død 2020).
- 4. juli – Vera Stricker, dansk skuespiller (død 1960).
- 6. juli – Tenzin Gyatso, nuværende Dalai Lama.
- 11. juli – Virtus Schade, dansk forfatter, journalist og kunstkritiker (død 1995).
- 13. juli – Kurt Westergaard, dansk karikaturtegner (død 2021).
- 13. juli – Paul Hüttel, dansk skuespiller.
- 17. juli – Diahann Carroll, amerikansk skuespillerinde (død 2019).
- 17. juli – Donald Sutherland, canadisk skuespiller (død 2024).
- 19. juli – Philip Agee, tidligere CIA-agent og forfatter (død 2008).
- 19. juli – Vasilij Livanov, russisk skuespiller.
- 29. juli – Klaus Pagh, dansk skuespiller (død 2020).

### August
- 10. august – Gija Kantjeli, georgisk komponist (død 2019).
- 12. august – John Cazale, amerikansk skuespiller (død 1978).
- 24. august – Tsutomu Hata, japansk politiker (død 2017).
- 29. august – William Friedkin, amerikansk filminstruktør (død 2023).
- 31. august – Erik Aschengreen, dansk balletanmelder.

### September
- 11. september – Arvo Pärt, estisk komponist.
- 11. september – German Titov, sovjetisk kosmonaut (død 2000).
- 25. september – Bjarne Liller, dansk jazzsanger og -musiker (død 1993).
- 26. september – Henning Enoksen, dansk fodboldspiller (død 2016).
- 28. september – Ronald Lacey, engelsk skuespiller (død 1991).
- 29. september – Mylène Demongeot, fransk skuespillerinde (død 2022).

### Oktober
- 1. oktober – Julie Andrews, engelsk skuespillerinde.
- 11. oktober – Ole Dixon, dansk jazzmusiker og skuespiller (død 1975).
- 22. oktober - Inge Eriksen, dansk forfatter (død 2015).
- 29. oktober – Isao Takahata, japansk filminstruktør (død 2018).

### November
- 1. november – Gary Player, sydafrikansk golfspiller.
- 8. november – Peer Hultberg, dansk forfatter (død 2007).
- 8. november – Alain Delon, fransk skuespiller.
- 11. november – Bibi Andersson, svensk skuespillerinde (død 2019).
- 16. november – France-Albert René, tidligere præsident på Seychellerne (død 2019).
- 24. november – Finn Ziegler, dansk violinist og kapelmester (død 2005).
- 30. november – Hanne Borchsenius, dansk skuspillerinde (død 2012).

### December
- 1. december – Woody Allen, amerikansk komiker, forfatter og filminstruktør.
- 10. december – Søren Rode, dansk skuespiller (død 2023).
- 14. december – Lee Remick, amerikansk skuespillerinde (død 1991).
- 21. december – John G. Avildsen, amerikansk filmintruktør (død 2017).

## Dødsfald

### Januar
- 27. januar – Anna Boberg, svensk maler (født 1864).

### Februar
- 3. februar – Hugo Junkers, tysk ingeniør og flyfabrikant (født 1859).
- 18. februar – Johan Rohde, dansk maler og grafiker (født 1856).
- 25. februar – Louis De Geer, svensk politiker og statsminister (født 1854).

### Marts
- 10. marts – Professor Labri, dansk gøgler og tryllekunstner (født 1863).
- 14. marts - Tommy Bonnesen, dansk matematiker (født 1873).
- 16. marts – Aaron Nimzowitsch, lettisk/dansk skakspiller og forfatter (født 1886).
- 16. marts - John James Rickard Macleod, skotsk biokemiker, fysiolog og nobelprismodtager (født 1876).
- 23. marts – Hans Trojel, dansk apoteker og grundlægger (født 1862).

### April
- 5. april – Poul Christensen, dansk politiker og minister (født 1854).
- 15. april – Anna Ancher, dansk maler (født 1859).
- 16. april – Panait Istrati, rumænsk forfatter (født 1884).

### Maj
- 10. maj – Poul Larsen, dansk ingeniør, direktør og professor (født 1859).
- 11. maj – Nanna Liebmann, dansk komponist, musiklærer og sanger (født 1849).
- 13. maj – Ludvig Brandstrup, dansk billedhugger (født 1861).
- 15. maj – Kazimir Malevitj, ukrainsk maler (født 1878).
- 17. maj – Paul Dukas, fransk komponist og musikkritiker (født 1865).
- 19. maj – T.E. Lawrence, engelsk soldat og forfatter (født 1888).
- 21. maj – Jane Addams, amerikansk socialarbejder og nobelprismodtager (født 1860).

### Juni
- 24. juni - Carlos Gardel, argentinsk tangosanger (født 1890).

### Juli
- 3. juli – André Citroën, fransk ingeniør og bilfabrikant (født 1878).

### August
- 3. august – Johannes Steenstrup, dansk historiker, jurist og professor (født 1844).
- 16. august – Ole Hyltoft, dansk forfatter.
- 22. august – Anders Bjørn Drachmann, dansk forfatter, klassisk filolog og professor (født 1860).

### September
- 2. september – Sophie Breum, dansk forfatter (født 1870).
- 5. september – Carl Moltke, dansk politiker, diplomat, ambassadør og minister (født 1869).
- 11. september - Freda Du Faur, australsk bjergbestiger (født 1882)
- 19. september – Konstantin Tsiolkovsky, rumfartens fader (født 1857).

### Oktober
- 2. oktober – Georg Jensen, dansk designer (født 1866).
- 11. oktober – Agnes Adler, dansk pianist (født 1865).
- 20. oktober – Arthur Henderson, skotsk politiker, fagforeningsmand og nobelprismodtager (født 1863).

### November
- 30. november – Fernando Pessoa, portugisisk forfatter, oversætter og kritiker (født 1888).

### December
- 4. december – Charles Robert Richet, fransk fysiolog og nobelprismodtager (født 1850).
- 13. december – Victor Grignard, fransk kemiker og nobelprismodtager (født 1871).
- 18. december – Viggo Johansen, dansk maler (født 1851).
- 22. december – Emil Wiinblad, dansk redaktør (født 1854).
- 22. december – Marie Christensen, dansk politiker (født 1860).
- 24. december – Alban Berg, østrigsk komponist (født 1885).
- 31. december - Haldor Topsøe, dansk kemiker (født 1842).

## Nobelprisen
- Fysik – Sir James Chadwick
- Kemi – Frédéric Joliot, Irène Joliot-Curie
- Medicin – Hans Spemann
- Litteratur – ingen uddeling
- Fred – Carl von Ossietzky (Tyskland), pacifistisk journalist.

## Sport
- det danske herrelandshold i fodbold, der vinder 1-0 over Norge d. 23. juni 193511. januar – Bokseren Einar Aggerholm møder i Forum København den tyske europamester Gustav Eder i en EM-kamp om weltervægtstitlen, men bliver slået ud i 4. omgang.
- 27. januar – Ved VM i ishockey i Davos vinder Canada VM-titlen for ottende gang foran Schweiz og Storbritannien. Andenpladsen sikrer Schweiz sejren i EM i ishockey for anden gang.
- 8. april – Golfspilleren Gene Sarazen vinder den anden udgave af The Masters Tournament efter 18 hullers omspil.
- 9. april – Ishockeyholdet Montreal Maroons vinder Stanley Cup for anden gang efter sejr på 3-0 i finaleserien mod Toronto Maple Leafs.
- 5. maj – Det første EM i basketball afvikles i Schweiz, og mesterskabet bliver vundet af Letland, som i finalen besejrer Spanien med 24-18.
- 15. maj – Den belgiske cykelrytter Gustaaf Deloor vinder etapeløbet Vuelta a España, som afholdes for første gang.
- 25. maj – Den amerikanske baseballspiller Babe Ruth spiller sin sidste kamp i karrieren og slår bl.a. tre home runs.
- 2. juni – Babe Ruth annoncerer at han stopper sin karriere som baseballspiller
- 7. juni – Sam Parks, Jr. vinder US Open i golf
- 23. juni - det danske herrelandshold i fodbold vinder 1-0 over Norge i Københavns Idrætspark[1]
- 28. juni – Den engelske golfspiller Alf Perry vinder The Open Championship.
- 28. juli – Den belgiske cykelrytter Romain Maes vinder etapeløbet Tour de France efter at have ført løbet fra start til mål og vundet tre etaper undervejs.
- 29. september – Ryder Cup i golf: USA vinder 9-3 over Storbritannien i New Jersey, USA.
- 23. oktober – Amerikaneren Johnny Revolta vinder golfmesterskabet US PGA Championship.
- 15. december – Detroit Lions vinder NFL-mesterskabet i amerikansk fodbold ved at slå New York Giants i finalen med 26-7.

## Film
- Bag Københavns kulisser, dansk film.
- De bør forelske Dem, dansk film.
- Det gyldne smil, dansk film.
- Fange nr. 1, dansk film.
- Kidnapped, dansk film.
- Min kone er husar, dansk film.
- Provinsen kalder, dansk film.
- Rasmines bryllup, dansk film.